# Old Golden Throat
Old Golden Throat es un álbum del cantante country Johnny Cash lanzado en 1968. Este CD es una mezcla de canciones que fueron grabadas hace más de una década atrás que luego pasaron a ser una prioridad de Cash el completarlas unos meses antes del lanzamiento, algunas de las canciones del álbum como "I Got Stripes" y "Dark as a Dungeon" ya habían sido cantadas por Cash en la prisión de Folsom, California para su anterior CD At Folsom Prison.

## Canciones
1. I Got Stripes – 2:05
(Cash y Charlie Williams)
2. A Certain Kinda Hurtin' – 2:03
(Cash)
3. Little at a Time – 1:57
(Cash y Gordon Terry)
4. All Over Again – 2:12
(Cash)
5. Still in Town – 2:36
(Harlan Howard, Hank Cochran)
6. Smiling Bill McCall – 2:07
(Cash)
7. The Wind Changes – 2:49
(Cash)
8. The Sons of Katie Elder – 2:35
(Ernie Sheldon y Elmer Bernstein)
9. Dark as a Dungeon – 2:29
(Merle Travis)
10. Tennessee Flat Top Box – 3:01
(Cash)
11. The Matador – 2:48
(Cash y Carter)
12. Send a Picture of Mother – 2:53
(Cash)
13. You Dreamer You – 1:49
(Cash)
14. Red Velvet – 2:48
(Ian Tyson)

## Personal
- Johnny Cash - Vocalista
- Luther Perkins - Guitarra
- Jack Clement - Guitarra
- Johnny Western - Guitarra
- Carl Perkins - Guitarra
- Norman Blake - Guitarra
- Bob Johnson - Laúd, Mandocello y Guitarra
- Marshall Grant - Bajo
- Buddy Harman - Percusión
- W.S. Holland - Percusión
- Don Helms - Steel
- Shot Jackson - Guitarra de Metal y Dobro
- Marvin Hughes - Piano
- Floyd Cramer - Piano
- Bill Pursell - Piano
- Charlie McCoy - armónica
- Gordon Terry - Fiddle (tipo de violín)
- Maybelle Carter - Cembalo
- Karl Garvin - Trompeta
- Bill McElhiney - Trompeta
- Lew DeWitt - silbidos
- The Anita Kerr Singers - Coristas
- The Carter Family - Coristas
- The Statler Brothers - Coristas

## Posición en listas
Canciones - Billboard (América del Norte)
| Año  | Canción               | Tabla             | Posición |
| ---- | --------------------- | ----------------- | -------- |
| 1967 | "Wind Changes"        | Canciones Country | 60       |
| 1968 | "Smiling Bill McCall" | Canciones Country | 13       |
| 1968 | "Dark as a Dungeon"   | Canciones Country | 49       |
| 1968 | "You Dreamer You"     | Canciones Country | 13       |